# Tenuipalpus umarii
Tenuipalpus umarii är en spindeldjursart som beskrevs av Hasan, Wakil och Bashir 2006. Tenuipalpus umarii ingår i släktet Tenuipalpus och familjen Tenuipalpidae. Inga underarter finns listade i Catalogue of Life.